# Automolis atrivenata
Automolis atrivenata är en fjärilsart som beskrevs av Sergius G. Kiriakoff 1956. Automolis atrivenata ingår i släktet Automolis och familjen björnspinnare. Inga underarter finns listade i Catalogue of Life.